# A Lucky Leap (film 1916)
A Lucky Leap è un cortometraggio muto del 1916 diretto da Roy Clements.

## Produzione
Il film fu prodotto dalla Victor Film Company.

## Distribuzione
Distribuito dalla Universal Film Manufacturing Company, il film - un cortometraggio in una bobina - uscì nelle sale cinematografiche statunitensi il 29 agosto 1916.